# Les Lutteurs immobiles (téléfilm)
 (novembre 2015).
Si vous disposez d'ouvrages ou d'articles de référence ou si vous connaissez des sites web de qualité traitant du thème abordé ici, merci de compléter l'article en donnant les références utiles à sa vérifiabilité et en les liant à la section « Notes et références ».
Pour les articles homonymes, voir Les Lutteurs et Les Lutteurs immobiles.
Pour plus de détails, voir Fiche technique et Distribution.
Les Lutteurs immobiles est un téléfilm de science-fiction français réalisé par André Farwagi en 1988 pour la télévision. C'est une adaptation libre du roman de Serge Brussolo.

## Synopsis
Afin de lutter contre le gaspillage, l'état crée la SPO, la Société Protectrice des Objets. Par un système de puces liées aux objets, des agents de la SPO luttent contre les gestes irrespectueux et interviennent pour des délits de casse en apposant des amendes.
Mais une partie de la population se révolte en saccageant des magasins. Judith fait partie des résistants en brûlant des vêtements.
David, peintre du gouvernement, lutte aussi en dessinant des éléments périssables sur ces toiles.
Ces deux personnages se rencontreront lors d'une expérience scientifique menée pour le compte de la SPO. La vie de David et Judith sera à tout jamais bouleversée par la création d'un lien physique entre eux et des objets.

## Fiche technique
- Titre français : Les Lutteurs immobiles
- Réalisation : André Farwagi
- Scénario : d'après le roman éponyme de Serge Brussolo
- Production exécutive : FR3, Nord Pas-de-Calais, Picardie et Anabase Productions
- Coordinateur des cascades : Claude Carliez
- Cascadeurs : Jean-Louis Airola et Mario Luraschi
- Production : Francis Cloiseau, assisté de Brigitte Loosen
- Musique originale : Jean Musy
- Son : Edmond Kyndt et Daniel Banaszak
- Image : Jean Pierre Gaudin et Muriel Lutz
- 2e caméra : Patrick Estienne et Philippe Desdouit
- Directeur de la photographie : Houshang Baharlou
- Steadicam : Philippe Tabarly
- Électricien : Patrick Fontaine, Serge Lobry et Daniel Cramette
- Groupiste : Maurice Delacourt
- Machinistes : Jo Beghin et Angelo Sensini
- Montage : Alain Caron
- Décors : Muriel Wahnoun
- Costumes : Jeanne Berthon
- Habillage : Odette Lecoutre
- Maquillage : Marie Annick Bascour et Marylène Colin
- Genre : science-fiction
- Durée : 58 min
- Pays d'origine :  France
- Langue originale : Français
- Date de sortie : 1987

## Distribution
- Bernard-Pierre Donnadieu : David
- Marie Rivière : Judith
- Jean-Jacques Grand-Jouan : Rodrigue
- Fernand Guiot : Morillard
- Fernand Kindt : Mikofsky
- Marie Boitel : la concierge
- Philippe Capelle : l'éboueur
- Philippe Cottereau : le ministre
- Joséphine Fresson : Madame Beaurivage
- Iliana Lolitch : Iliana
- Italo Mifretta et Olivier Sowinski : les vigiles
- Thierry Tevini : Thierry